# Stephen Furst
Stephen Nelson Feuerstein, meglio conosciuto come Stephen Furst (Norfolk, 8 maggio 1954 – Moorpark, 16 giugno 2017), è stato un attore e regista statunitense.

## Biografia
Marito dell'avvocatessa Lorraine Wright, è padre del compositore Nathan (1978) e dell'attore e regista Griff (1981). Ha partecipato a numerose serie televisive come CHiPs, I Jefferson, McGyver, La signora in giallo, Melrose Place, Scrubs e doppiato parecchi cartoni animati come Freakazoid e Timon e Pumbaa. È noto soprattutto per la sua partecipazione alle serie A cuore aperto e Babylon 5 nel ruolo di Vir Cotto, oltre a quello di "Sogliola" Dorfman nel film Animal House (1978). 

### Vita privata e morte
Perse entrambi i genitori per complicazioni dovute al diabete e poco dopo la morte del padre, anche a Furst venne diagnosticato il diabete di tipo 2 all'età di 17 anni; morì per lo stesso motivo all'età di 63 anni.

## Filmografia parziale

### Attore
- Animal House, regia di John Landis (1978)
- Follia di mezzanotte (Midnight Madness), regia di Michael Nankin e David Wechter (1980)
- Terrore in città (Silent Rage), regia di Michael Miller (1982)
- The Day After - Il giorno dopo (The Day After), regia di Nicholas Meyer - film TV (1983)
- Zattere, pupe, porcelloni e gommoni (Up the Creek), regia di Robert Butler (1984)
- A cuore aperto (St. Elsewhere) - serie TV (1983-1988)
- 4 pazzi in libertà (The Dream Team), regia di Howard Zieff (1989)
- MacGyver – serie TV, episodio 4x18 (1989)
- La signora in giallo (Murder, She Wrote) - serie TV, episodio 7x01 (1990)
- Melrose Place - soap opera, 1 episodio (1994)
- Baby Bigfoot 2 (Baby Bigfoot 2: The Journey Home), regia di Art Camacho (1997)
- Babylon 5, serie TV, 71 episodi (1994-1998)
- Basilisk: The Serpent King, regia di Stephen Furst - film TV (2006)

### Doppiatore
- Freakazoid! - serie TV, 4 episodi (1995)
- Timon e Pumbaa - serie TV, 1 episodio (1996)
- Cuccioli della giungla (Jungle Cubs) - serie TV (1997)
- La sirenetta II - Ritorno agli abissi (2000)
- Buzz Lightyear da Comando Stellare - Si parte! (2000)

### Regista
- Dragon Storm, film TV (2004)
- Basilisk: The Serpent King, film TV (2006)

## Doppiatori italiani
Nelle versioni in italiano delle opere in cui ha recitato, Stephen Furst è stato doppiato da:
- Ambrogio Colombo in Il mio amico ninja, Il mio amico ninja 2
- Vittorio Stagni in 4 pazzi in libertà
- Luca Dal Fabbro in Animal House[1]
- Antonio Angrisano in Scrubs - Medici ai primi ferri
- Mino Caprio in A cuore aperto (1ª voce)
- Renato Cecchetto in A cuore aperto (2ª voce)
- Sergio Di Giulio in Babylon 5
- Marco Guadagno in Follia di mezzanotte

Da doppiatore è sostituito da:
- Renato Mori in Cuccioli nella giungla
- Danilo De Girolamo in La sirenetta II - Ritorno agli abissi
- Corrado Conforti in Buzz Lightyear da Comando Stellare - Si parte!
- Massimiliano Alto in Freakazoid!